# Episodi di Madri - Una vita d'amore (prima stagione)
La prima stagione della serie televisiva spagnola Madri - Una vita d'amore (Madres. Amor y vida), composta da 13 episodi, è stata distribuita in prima visione in Spagna sul servizio di streaming Amazon Prime Video l'8 maggio 2020 e trasmessa in televisione su Telecinco dal 9 settembre 2020 al 14 settembre 2021 e su Cuatro dal 16 al 30 novembre 2021.
In Italia la stagione è stata distribuita sul servizio di streaming Mediaset Infinity il 21 giugno 2023 e trasmessa in televisione in seconda serata su Canale 5 dal 21 giugno al 6 settembre 2023.
| n° | Titolo originale     | Titolo italiano         | Pubblicazione Spagna | Prima TV Spagna   | Pubblicazione Italia | Prima TV Italia  |
| -- | -------------------- | ----------------------- | -------------------- | ----------------- | -------------------- | ---------------- |
| 1  | La chica del puente  | La ragazza del ponte    | 8 maggio 2020        | 9 settembre 2020  | 21 giugno 2023       | 21 giugno 2023   |
| 2  | Renacer              | Rinascere               | 8 maggio 2020        | 17 settembre 2020 | 21 giugno 2023       | 28 giugno 2023   |
| 3  | Las malas madres     | Le cattive madri        | 8 maggio 2020        | 24 settembre 2020 | 21 giugno 2023       | 5 luglio 2023    |
| 4  | Nido vacío           | Nido vuoto              | 8 maggio 2020        | 1º ottobre 2020   | 21 giugno 2023       | 5 luglio 2023    |
| 5  | Bajar las defensas   | Abbassare le difese     | 8 maggio 2020        | 8 ottobre 2020    | 21 giugno 2023       | 12 luglio 2023   |
| 6  | Algo que celebrar    | Qualcosa da festeggiare | 8 maggio 2020        | 15 ottobre 2020   | 21 giugno 2023       | 19 luglio 2023   |
| 7  | Nadie es perfecto    | Nessuno è perfetto      | 8 maggio 2020        | 22 ottobre 2020   | 21 giugno 2023       | 25 luglio 2023   |
| 8  | La madre de mi madre | La madre di mia madre   | 8 maggio 2020        | 29 ottobre 2020   | 21 giugno 2023       | 2 agosto 2023    |
| 9  | El perdón            | Il perdono              | 8 maggio 2020        | 14 settembre 2021 | 21 giugno 2023       | 16 agosto 2023   |
| 10 | Tomar las riendas    | Tenere le redini        | 8 maggio 2020        | 9 novembre 2021   | 21 giugno 2023       | 23 agosto 2023   |
| 11 | Comerse la vida      | Godersi la vita         | 8 maggio 2020        | 16 novembre 2021  | 21 giugno 2023       | 30 agosto 2023   |
| 12 | Habitaciones vacías  | Stanze vuote            | 8 maggio 2020        | 23 novembre 2021  | 21 giugno 2023       | 5 settembre 2023 |
| 13 | La resaca            | La risacca              | 8 maggio 2020        | 30 novembre 2021  | 21 giugno 2023       | 6 settembre 2023 |

## La ragazza del ponte
- Titolo originale: La chica del puente
- Diretto da: Juana Macías
- Scritto da: Aitor Gabilondo & Joan Barbero

### Trama
- Ascolti Spagna (Telecinco): telespettatori 1 429 000 – share 11,30%[10].
- Ascolti Italia (Canale 5): telespettatori 753 000 – share 10,10%[11].

## Rinascere
- Titolo originale: Renacer
- Diretto da: Juana Macías
- Scritto da: Aitor Gabilondo, Joan Barbero & Dani del Águila

### Trama
- Ascolti Spagna (Telecinco): telespettatori 1 329 000 – share 12,70%[12].
- Ascolti Italia (Canale 5): telespettatori 592 000 – share 10,20%[13].

## Le cattive madri
- Titolo originale: Las malas madres
- Diretto da: Juana Macías
- Scritto da: Laia Aguilar

### Trama
- Ascolti Spagna (Telecinco): telespettatori 1 272 000 – share 12,30%[14].
- Ascolti Italia (Canale 5): telespettatori 740 000 – share 8,60%[15].

## Nido vuoto
- Titolo originale: Nido vacío
- Diretto da: Roser Aguilar
- Scritto da: Joan Barbero & Dani del Águila

### Trama
- Ascolti Spagna (Telecinco): telespettatori 1 305 000 – share 13,90%[16].
- Ascolti Italia (Canale 5): telespettatori 740 000 – share 8,60%[15].

## Abbassare le difese
- Titolo originale: Bajar las defensas
- Diretto da: Abigail Schaaff
- Scritto da: Olatz Arroyo

### Trama
- Ascolti Spagna (Telecinco): telespettatori 1 094 000 – share 12,70%[17].
- Ascolti Italia (Canale 5): telespettatori 336 000 – share 6,80%[18].

## Qualcosa da festeggiare
- Titolo originale: Algo que celebrar
- Diretto da: Abigail Schaaff
- Scritto da: Marta Sánchez

### Trama
- Ascolti Spagna (Telecinco): telespettatori 959 000 – share 11,30%[19].
- Ascolti Italia (Canale 5): telespettatori 446 000 – share 6,60%[20].

## Nessuno è perfetto
- Titolo originale: Nadie es perfecto
- Diretto da: Mar Olid
- Scritto da: Verónica Viñé

### Trama
- Ascolti Spagna (Telecinco): telespettatori 1 020 000 – share 11,70%[21].
- Ascolti Italia (Canale 5): telespettatori 374 000 – share 6,20%[22].

## La madre di mia madre
- Titolo originale: La madre de mi madre
- Diretto da: Mar Olid
- Scritto da: Laia Aguilar

### Trama
- Ascolti Spagna (Telecinco): telespettatori 1 028 000 – share 11,70%[23].
- Ascolti Italia (Canale 5): telespettatori 433 000 – share 6,20%[24].

## Il perdono
- Titolo originale: El perdón
- Diretto da: Roser Aguilar
- Scritto da: Verónica Viñé

### Trama
- Ascolti Spagna (Telecinco): telespettatori 495 000 – share 5,10%[25].
- Ascolti Italia (Canale 5): telespettatori 359 000 – share 6,10%[26].

## Tenere le redini
- Titolo originale: Tomar las riendas
- Diretto da: Abigail Schaaff
- Scritto da: Marta Sánchez

### Trama
- Ascolti Spagna (Cuatro): telespettatori 237 000 – share 3,40%[27].
- Ascolti Italia (Canale 5): telespettatori 439 000 – share 8,00%[28].

## Godersi la vita
- Titolo originale: Comerse la vida
- Diretto da: Juana Macías
- Scritto da: Joan Barbero & Laia Aguilar

### Trama
- Ascolti Spagna (Cuatro): telespettatori 106 000 – share 2,60%[29].
- Ascolti Italia (Canale 5): telespettatori 332 000 – share 7,10%[30].

## Stanze vuote
- Titolo originale: Habitaciones vacías
- Diretto da: Roser Aguilar
- Scritto da: Dani del Águila

### Trama
- Ascolti Spagna (Cuatro): telespettatori 159 000 – share 3,80%[31].
- Ascolti Italia (Canale 5): telespettatori 517 000 – share 8,10%[32].

## La risacca
- Titolo originale: La resaca
- Diretto da: Juana Macías
- Scritto da: Joan Barbero & Laia Aguilar

### Trama
- Ascolti Spagna (Cuatro): telespettatori 131 000 – share 3,10%[33].
- Ascolti Italia (Canale 5): telespettatori 319 000 – share 6,10%[34].